# Đại hội Thể thao Đông Nam Á
Đại hội Thể thao Đông Nam Á (tiếng Anh: SEA Games hay Southeast Asian Games) là một sự kiện thể thao tổ chức hai năm một lần vào giữa chu kỳ Đại hội Olympic và Đại hội Thể thao châu Á, với sự tham gia của các vận động viên từ 11 nước trong khu vực Đông Nam Á. Những môn thể thao tổ chức trong đại hội do Liên đoàn thể thao Đông Nam Á điều hành với sự giám sát của Ủy ban Olympic Quốc tế (IOC) và Hội đồng Olympic châu Á.
Đại hội Thể thao Đông Nam Á (SEA Games) là một trong năm Đại hội thể thao cấp tiểu vùng thuộc Hội đồng Olympic châu Á. Bốn đại hội còn lại bao gồm: Đại hội Thể thao Nam Á, Đại hội Thể thao Tây Á, Đại hội Thể thao Đông Á và Đại hội Thể thao Trung Á.

## Tổng quan
Đại hội Thể thao Đông Nam Á khi đó gọi là SEAP (SEAP Games), được tổ chức ở Bangkok năm 1959. Đây là lần đầu tiên đại hội được tổ chức sau khi Liên đoàn Thể thao bán đảo Đông Nam Á (SEAP Games Federation) được thành lập vào năm 1958. Ngày 22 tháng 5 năm 1958, đại biểu đến từ các nước ở bán đảo Đông Nam Á tham dự Đại hội Thể thao châu Á 1958 tại Tokyo, Nhật Bản đã họp và thống nhất thành lập một Đại hội thể thao. Tên gọi SEAP Games khi đó được đặt bởi ông Luang Sukhum Nayaoradit, người mà sau đó làm Phó Chủ tịch Ủy ban Olympic Thái Lan. Lý do đề nghị đưa ra thành lập một đại hội thể thao khu vực sẽ giúp thúc đẩy sự hợp tác, sự hiểu biết và sự gắn kết các mối quan hệ giữa các nước trong khu vực Đông Nam Á.
Kỳ SEAP Games đầu tiên được tổ chức tại Bangkok từ ngày 12 đến 17 tháng 12 năm 1959, với hơn 527 vận động viên và thành viên đoàn từ 6 quốc gia: Miến Điện (nay là Myanmar), Lào, Mã Lai, Singapore, Việt Nam Cộng hòa và Thái Lan tham gia tranh tài ở 12 môn thể thao.
Năm 1975, những biến động về chính trị ở bán đảo Đông Dương đã khiến cho SEAP Games 8, được tổ chức ở Thái Lan, chỉ hội tụ được 4 quốc gia thành viên. Trước tình hình này, Liên đoàn Thể thao bán đảo Đông Nam Á quyết định mở rộng thành phần bằng cách kết nạp thêm một số thành viên mới: Indonesia, Philippines và Brunei. Kể từ năm 1977, đại hội tổ chức tại Kuala Lumpur (Malaysia) được mang tên SEA Games lần thứ 9.
Với cơ sở vật chất dồi dào và lực lượng vận động viên hùng hậu, thành viên mới Indonesia nhanh chóng đảm nhận việc đăng cai tổ chức SEA Games 10 tại Jakarta từ 21 đến 30/9/1979. Tiếp đó, Philippines giữ vai trò chủ nhà SEA Games 11 vào năm 1981.
SEA Games 12 được tổ chức tại Singapore, từ 18/5 đến 6/6/1983, với nhiều kỷ lục mới trong đó có hai kỷ lục châu Á về chạy tiếp sức 4 x 100 m nam và bơi 800 m tự do nữ. SEA Games 13 trở lại Bangkok (Thái Lan). Số lượng môn thi tăng vọt lên con số 28 tại SEA Games 14 ở Jakarta, Indonesia, và lượng người tham dự cũng đạt con số kỷ lục, so với các kỳ đại hội trước đó: 3.000 quan chức và vận động viên. Việt Nam thống nhất (Cộng hòa Xã hội Chủ nghĩa Việt Nam) tham gia thi đấu ở kỳ đại hội lần thứ 15 vào năm 1989. Đông Timor, một năm sau khi giành độc lập từ Indonesia, được kết nạp tại kỳ SEA Games lần thứ 22 vào năm 2003.
SEA Games 2009 là lần đầu tiên Lào đăng cai tổ chức đại hội (trước đó Lào từng từ chối đăng cai SEAP Games 1965 do khó khăn tài chính). Diễn ra từ ngày 9 đến 18 tháng 12, kỳ đại hội này cũng đánh dấu 50 năm hình thành SEA Games, được tổ chức tại thủ đô Viêng Chăn, Lào. SEA Games 2023, diễn ra từ ngày 5 đến 17 tháng 5, là lần đầu tiên Campuchia đăng cai đại hội (trước đây Campuchia từng được trao quyền đăng cai SEAP Games 1963 nhưng bị hủy do tình hình chính trị trong nước).

## Các nước tham dự
| Quốc gia    | Định danh tiếng Anh IOC | Lần đầu tham dự | Mã IOC |
| ----------- | ----------------------- | --------------- | ------ |
| Brunei      | Brunei Darussalam       | 1977            | BRU    |
| Campuchia   | Cambodia                | 1959            | CAM    |
| Indonesia   | Indonesia               | 1977            | INA    |
| Lào         | Lao PDR                 | 1959            | LAO    |
| Malaysia    | Malaysia                | 1959            | MAS    |
| Myanmar     | Myanmar                 | 1959            | MYA    |
| Philippines | Philippines             | 1977            | PHI    |
| Singapore   | Singapore               | 1959            | SGP    |
| Thái Lan    | Thailand                | 1959            | THA    |
| Đông Timor  | Timor-Leste             | 2003            | TLS    |
| Việt Nam    | Vietnam                 | 1959            | VIE    |

Ghi chú
1. ↑  Sau khi Việt Nam Cộng hòa bị giải thể để sáp nhập với Việt Nam Dân chủ Cộng hòa tạo thành Cộng hòa Xã hội chủ nghĩa Việt Nam thì Ủy ban Olympic Quốc tế đã tính cộng tất cả các thành tích của hai quốc gia trước đây vào thành tích tổng của đoàn thể thao nước Việt Nam thống nhất, thời điểm thể thao Việt Nam tham gia các hoạt động thể thao quốc tế cũng được tính theo mốc sớm nhất mà một trong hai quốc gia này tham dự.

### Dòng thời gian
| Quốc gia    | Code  | SEAP Games | SEAP Games | SEAP Games | SEAP Games | SEAP Games | SEAP Games | SEAP Games | SEAP Games | SEAP Games | SEA Games              | SEA Games              | SEA Games              | SEA Games              | SEA Games              | SEA Games              | SEA Games              | SEA Games              | SEA Games              | SEA Games              | SEA Games              | SEA Games              | SEA Games              | SEA Games | SEA Games | SEA Games | SEA Games | SEA Games | SEA Games | SEA Games | SEA Games | SEA Games | SEA Games | SEA Games | SEA Games | Tổng cộng |
| Quốc gia    | Code  | 59         | 61         | 63         | 65         | 67         | 69         | 71         | 73         | 75         | 77                     | 79                     | 81                     | 83                     | 85                     | 87                     | 89                     | 91                     | 93                     | 95                     | 97                     | 99                     | 01                     | 03        | 05        | 07        | 09        | 11        | 13        | 15        | 17        | 19        | 21        | 23        | 25        | Tổng cộng |
| ----------- | ----- | ---------- | ---------- | ---------- | ---------- | ---------- | ---------- | ---------- | ---------- | ---------- | ---------------------- | ---------------------- | ---------------------- | ---------------------- | ---------------------- | ---------------------- | ---------------------- | ---------------------- | ---------------------- | ---------------------- | ---------------------- | ---------------------- | ---------------------- | --------- | --------- | --------- | --------- | --------- | --------- | --------- | --------- | --------- | --------- | --------- | --------- | --------- |
| Brunei      | BRU   |            |            | Bị hủy     |            |            |            |            |            |            | •                      | •                      | •                      | •                      | •                      | •                      | •                      | •                      | •                      | •                      | •                      | •                      | •                      | •         | •         | •         | •         | •         | •         | •         | •         | •         | •         | •         | •         | 26        |
| Campuchia   | CAM   |            | •          | Bị hủy     | •          |            |            | •          | •          |            |                        |                        |                        | •                      | •                      | •                      |                        |                        |                        | •                      | •                      | •                      | •                      | •         | •         | •         | •         | •         | •         | •         | •         | •         | •         | •         | •         | 23        |
| Indonesia   | INA   |            |            | Bị hủy     |            |            |            |            |            |            | •                      | •                      | •                      | •                      | •                      | •                      | •                      | •                      | •                      | •                      | •                      | •                      | •                      | •         | •         | •         | •         | •         | •         | •         | •         | •         | •         | •         | •         | 26        |
| Lào         | LAO   | •          | •          | Bị hủy     | •          | •          | •          | •          | •          |            |                        |                        |                        |                        |                        |                        | •                      | •                      | •                      | •                      | •                      | •                      | •                      | •         | •         | •         | •         | •         | •         | •         | •         | •         | •         | •         | •         | 26        |
| Malaysia    | MAS   | •          | •          | Bị hủy     | •          | •          | •          | •          | •          | •          | •                      | •                      | •                      | •                      | •                      | •                      | •                      | •                      | •                      | •                      | •                      | •                      | •                      | •         | •         | •         | •         | •         | •         | •         | •         | •         | •         | •         | •         | 33        |
| Myanmar     | MYA   | •          | •          | Bị hủy     | •          | •          | •          | •          | •          | •          | •                      | •                      | •                      | •                      | •                      | •                      | •                      | •                      | •                      | •                      | •                      | •                      | •                      | •         | •         | •         | •         | •         | •         | •         | •         | •         | •         | •         | •         | 33        |
| Philippines | PHI   |            |            | Bị hủy     |            |            |            |            |            |            | •                      | •                      | •                      | •                      | •                      | •                      | •                      | •                      | •                      | •                      | •                      | •                      | •                      | •         | •         | •         | •         | •         | •         | •         | •         | •         | •         | •         | •         | 26        |
| Singapore   | SGP   | •          | •          | Bị hủy     | •          | •          | •          | •          | •          | •          | •                      | •                      | •                      | •                      | •                      | •                      | •                      | •                      | •                      | •                      | •                      | •                      | •                      | •         | •         | •         | •         | •         | •         | •         | •         | •         | •         | •         | •         | 33        |
| Thái Lan    | THA   | •          | •          | Bị hủy     | •          | •          | •          | •          | •          | •          | •                      | •                      | •                      | •                      | •                      | •                      | •                      | •                      | •                      | •                      | •                      | •                      | •                      | •         | •         | •         | •         | •         | •         | •         | •         | •         | •         | •         | •         | 33        |
| Đông Timor  | TLS   |            |            | Bị hủy     |            |            |            |            |            |            | một phần của Indonesia | một phần của Indonesia | một phần của Indonesia | một phần của Indonesia | một phần của Indonesia | một phần của Indonesia | một phần của Indonesia | một phần của Indonesia | một phần của Indonesia | một phần của Indonesia | một phần của Indonesia | một phần của Indonesia | một phần của Indonesia | •         | •         | •         | •         | •         | •         | •         | •         | •         | •         | •         | •         | 12        |
| Việt Nam    | VIE   | •          | •          | Bị hủy     | •          | •          | •          | •          | •          |            |                        |                        |                        |                        |                        |                        | •                      | •                      | •                      | •                      | •                      | •                      | •                      | •         | •         | •         | •         | •         | •         | •         | •         | •         | •         | •         | •         | 26        |
| Total       | Total | 6          | 7          | Bị hủy     | 7          | 6          | 6          | 7          | 7          | 4          | 7                      | 7                      | 7                      | 8                      | 8                      | 8                      | 9                      | 9                      | 9                      | 10                     | 10                     | 10                     | 10                     | 11        | 11        | 11        | 11        | 11        | 11        | 11        | 11        | 11        | 11        | 11        | 11        | 297       |

1. ↑  Tham dự với tư cách  Cộng hòa Khmer (KHM) vào năm 1971 – 1973, với tư cách  Cộng hòa Nhân dân Campuchia (CAM) vào năm 1983 – 1987, Chưa bao giờ tham dự với tư cách {{country data Bản mẫu:Country data Campuchia Dân chủ|lá cờ/core|name=Bản mẫu:Country data Campuchia Dân chủ|variant=|size=}} (CAM) và Bản mẫu:Country data Nhà nước Cambodia (CAM)
2. ↑  Tham dự với tư cách  Vương quốc Lào (LAO) vào năm 1959 – 1973.
3. ↑  Tham dự với tư cách  Mã Lai (MAL) vào năm 1959 – 1961.
4. ↑  Tham dự với tư cách  Miến Điện (BIR) vào năm 1959 – 1987.
5. ↑  Tham dự với tư cách  Việt Nam Cộng hòa (VNM) vào năm 1959 – 1973.  Việt Nam Dân chủ Cộng hòa chưa bao giờ tham dự. Việt Nam thống nhất tham dự từ năm 1989.

## Lịch sử
Ngày 22 tháng 5 năm 1958, các nước Đông Nam Á tham dự Đại hội Thể thao châu Á lần thứ 3 ở Tokyo, Nhật Bản, Phó Chủ tịch Ủy ban Olympic Thái Lan khi đó là Laung Sukhumnaipradit đã đề xuất và được các nước Đông Nam Á nhất trí thành lập một tổ chức thể thao của Đông Nam Á với tên gọi ban đầu là Liên đoàn Thể thao Bán đảo Đông Nam Á (The South East Asian Peninsular Games Federation hay SEAP Games Federation). Liên đoàn Thể thao Đông Nam Á sẽ tổ chức hai năm một lần vào năm lẻ một đại hội thể thao khu vực nhằm mục đích:
1. Tăng cường tình hữu nghị, tình đoàn kết và sự hiểu biết lẫn nhau giữa các nước trong khu vực ASEAN.
2. Nâng cao không ngừng thành tích, kỹ thuật, chiến thuật các môn thể thao cho vận động viên để có cơ sở tham gia Đại hội Thể thao châu Á và Olympic.

Thái Lan, Myanmar, Malaysia, Lào, Việt Nam Cộng hòa trước đây và Campuchia (Singapore thêm vào sau đó khi tách ra khỏi Malaysia để trở thành quốc gia độc lập vào ngày 9 tháng 5, 1965) là các nước sáng lập. Ủy ban Liên đoàn SEAP Games được thành lập vào tháng 6 năm 1959 tại Bangkok thủ đô Thái Lan. Các nước sáng lập đã thông qua điều lệ của Liên đoàn và bầu ra Ban chấp hành. Ông Prabhas Charustiara, Chủ tịch Ủy ban Olympic Quốc gia Thái Lan, được bầu làm Chủ tịch Liên đoàn Thể thao Đông Nam Á đầu tiên.
SEAP Games đầu tiên được tổ chức tại Bangkok từ 12-17 tháng 12, 1959 với hơn 527 vận động viên và quan chức thể thao đến từ Thái Lan, Miến Điện, Malaysia, Singapore, Việt Nam và Lào tham dự trong 12 môn thể thao.
Tại SEAP Games lần thứ 8 tổ chức vào năm 1975, Liên đoàn SEAP đã xem xét kết nạp thêm Indonesia và Philippines. Hai nước này chính thức được kết nạp năm 1977, cùng năm đó Liên đoàn SEAP đổi tên thành Liên đoàn Thể thao Đông Nam Á (South East Asian Games Federation, SEAGF), và sự kiện thể thao này cũng đổi tên theo thành Đại hội Thể thao Đông Nam Á. Brunei được kết nạp vào SEA Games thứ 10 tại Jakarta, Indonesia, và Đông Timor được kết nạp tại SEA Games thứ 22 tại Hà Nội, Việt Nam.
Tính đến thời điểm này, Thái Lan và Malaysia là hai quốc gia có số lần tổ chức Đại hội Thể thao Đông Nam Á nhiều nhất với 7 lần. Singapore và Philippines xếp thứ ba với 5 lần. Myanmar và Indonesia xếp thứ tư với 4 lần tổ chức. Việt Nam và Lào xếp thứ năm với 2 lần tổ chức. Những quốc gia có 1 lần tổ chức bao gồm: Brunei và Campuchia.

## Các kì đại hội
| Kỳ đại hội                          | Năm diễn ra                         | Quốc gia đăng cai                        | Tuyên bố khai mạc                          | Ngày diễn ra                        | Số môn thể thao                     | Số nội dung thi đấu                 | Quốc gia tham dự                    | Số lượng vận động viên              | Đoàn thể thao dẫn đầu               | Ghi chú                                               |
| Đại hội Thể thao Bán đảo Đông Nam Á | Đại hội Thể thao Bán đảo Đông Nam Á | Đại hội Thể thao Bán đảo Đông Nam Á      | Đại hội Thể thao Bán đảo Đông Nam Á        | Đại hội Thể thao Bán đảo Đông Nam Á | Đại hội Thể thao Bán đảo Đông Nam Á | Đại hội Thể thao Bán đảo Đông Nam Á | Đại hội Thể thao Bán đảo Đông Nam Á | Đại hội Thể thao Bán đảo Đông Nam Á | Đại hội Thể thao Bán đảo Đông Nam Á | Đại hội Thể thao Bán đảo Đông Nam Á                   |
| ----------------------------------- | ----------------------------------- | ---------------------------------------- | ------------------------------------------ | ----------------------------------- | ----------------------------------- | ----------------------------------- | ----------------------------------- | ----------------------------------- | ----------------------------------- | ----------------------------------------------------- |
| 1                                   | 1959                                | Bangkok, Thái Lan                        | Quốc vương Bhumibol Adulyadej              | 24 tháng 12 – 29 tháng 12 năm 1959  | 12                                  | 67                                  | 6                                   | 518                                 | Thái Lan (Lần đầu tiên)             | Lưu trữ ngày 24 tháng 9 năm 2015 tại Wayback Machine  |
| 2                                   | 1961                                | Yangon, Myanmar                          | Tổng thống Win Maung                       | 2 tháng 12 – 7 tháng 12 năm 1961    | 13                                  | 86                                  | 7                                   | 623                                 | Myanmar (Lần đầu tiên)              | Lưu trữ ngày 15 tháng 2 năm 2011 tại Wayback Machine  |
| 3                                   | 1965                                | Kuala Lumpur, Malaysia                   | Quốc vương Ismail Nasiruddin               | 17 tháng 10 – 24 tháng 10 năm 1965  | 14                                  | 134                                 | 6                                   | 963                                 | Thái Lan (Lần thứ 2)                | Lưu trữ ngày 24 tháng 9 năm 2015 tại Wayback Machine  |
| 4                                   | 1967                                | Bangkok, Thái Lan                        | Quốc vương Bhumibol Adulyadej              | 24 tháng 11–1 tháng 12              | 16                                  | 144                                 | 6                                   | 984                                 | Thái Lan (Lần thứ 3)                | Lưu trữ ngày 24 tháng 9 năm 2015 tại Wayback Machine  |
| 5                                   | 1969                                | Yangon, Myanmar                          | Tổng thống Ne Win                          | 2–9 tháng 11                        | 15                                  | 145                                 | 6                                   | 920                                 | Myanmar (Lần thứ 2)                 | Lưu trữ ngày 24 tháng 9 năm 2015 tại Wayback Machine  |
| 6                                   | 1971                                | Kuala Lumpur, Malaysia                   | Quốc vương Abdul Halim                     | 10–17 tháng 12                      | 15                                  | 156                                 | 7                                   | 957                                 | Thái Lan (Lần thứ 4)                | Lưu trữ ngày 29 tháng 6 năm 2017 tại Wayback Machine  |
| 7                                   | 1973                                | Singapore                                | Tổng thống Benjamin Sheares                | 19–26 tháng 9                       | 16                                  | 161                                 | 7                                   | 1632                                | Thái Lan (Lần thứ 5)                | Lưu trữ ngày 24 tháng 9 năm 2015 tại Wayback Machine  |
| 8                                   | 1975                                | Bangkok, Thái Lan                        | Quốc vương Bhumibol Adulyadej              | 25 tháng 12, 1975–1 tháng 1, 1976   | 18                                  | 172                                 | 4                                   | 1142                                | Thái Lan (Lần thứ 6)                | Lưu trữ ngày 24 tháng 9 năm 2015 tại Wayback Machine  |
| Đại hội Thể thao Đông Nam Á         |                                     |                                          |                                            |                                     |                                     |                                     |                                     |                                     |                                     |                                                       |
| 9                                   | 1977                                | Kuala Lumpur, Malaysia                   | Quốc vương Yahya Petra                     | 26 tháng 11–10 tháng 12             | 18                                  | 188                                 | 7                                   | N/A                                 | Indonesia (Lần đầu tiên)            | Lưu trữ ngày 24 tháng 9 năm 2015 tại Wayback Machine  |
| 10                                  | 1979                                | Jakarta, Indonesia                       | Tổng thống Suharto                         | 10–19 tháng 11                      | 18                                  | 226                                 | 7                                   | N/A                                 | Indonesia (Lần thứ 2)               | Lưu trữ ngày 24 tháng 9 năm 2015 tại Wayback Machine  |
| 11                                  | 1981                                | Manila, Philippines                      | Tổng thống Ferdinand Marcos                | 17–26 tháng 11                      | 18                                  | 245                                 | 7                                   | 1800                                | Indonesia (Lần thứ 3)               | Lưu trữ ngày 24 tháng 9 năm 2015 tại Wayback Machine  |
| 12                                  | 1983                                | Singapore                                | Tổng thống Devan Nair                      | 30 tháng 7 – 8 tháng 8              | 18                                  | 233                                 | 8                                   | N/A                                 | Indonesia (Lần thứ 4)               | Lưu trữ ngày 24 tháng 9 năm 2015 tại Wayback Machine  |
| 13                                  | 1985                                | Bangkok, Thái Lan                        | Quốc vương Bhumibol Adulyadej              | 3–12 tháng 11                       | 18                                  | 251                                 | 8                                   | N/A                                 | Thái Lan (Lần thứ 7)                | Lưu trữ ngày 24 tháng 9 năm 2015 tại Wayback Machine  |
| 14                                  | 1987                                | Jakarta, Indonesia                       | Tổng thống Suharto                         | 11–22 tháng 10                      | 26                                  | 372                                 | 8                                   | N/A                                 | Indonesia (Lần thứ 5)               | Lưu trữ ngày 11 tháng 11 năm 2011 tại Wayback Machine |
| 15                                  | 1989                                | Kuala Lumpur, Malaysia                   | Quốc vương Azlan Shah                      | 20–31 tháng 8                       | 24                                  | 302                                 | 9                                   | 2800                                | Indonesia (Lần thứ 6)               | Lưu trữ ngày 24 tháng 9 năm 2015 tại Wayback Machine  |
| 16                                  | 1991                                | Manila, Philippines                      | Tổng thống Corazon Aquino                  | 28 tháng 10 – 6 tháng 11            | 28                                  | 327                                 | 9                                   | N/A                                 | Indonesia (Lần thứ 7)               | Lưu trữ ngày 24 tháng 9 năm 2015 tại Wayback Machine  |
| 17                                  | 1993                                | Singapore                                | Tổng thống Hoàng Kim Huy                   | 11–19 tháng 6                       | 29                                  | 318                                 | 9                                   | 3000                                | Indonesia (Lần thứ 8)               | Lưu trữ ngày 24 tháng 9 năm 2015 tại Wayback Machine  |
| 18                                  | 1995                                | Chiang Mai, Thái Lan                     | Thái tử Vajiralongkorn                     | 14–22 tháng 11                      | 28                                  | 335                                 | 10                                  | 3262                                | Thái Lan (Lần thứ 8)                | Lưu trữ ngày 6 tháng 11 năm 2018 tại Wayback Machine  |
| 19                                  | 1997                                | Jakarta, Indonesia                       | Tổng thống Suharto                         | 23 tháng 9–1 tháng 10               | 36                                  | 490                                 | 10                                  | 5179                                | Indonesia (Lần thứ 9)               | Lưu trữ ngày 24 tháng 9 năm 2015 tại Wayback Machine  |
| 20                                  | 1999                                | Bandar Seri Begawan, Brunei              | Quốc vương- Hassanal Bolkiah               | 3–11 tháng 8                        | 21                                  | 233                                 | 10                                  | 5000                                | Thái Lan (Lần thứ 9)                | Lưu trữ ngày 24 tháng 9 năm 2015 tại Wayback Machine  |
| 21                                  | 2001                                | Kuala Lumpur, Malaysia                   | Quốc vương Salahuddin                      | 8–17 tháng 9                        | 32                                  | 391                                 | 10                                  | 4165                                | Malaysia (Lần đầu tiên)             | Lưu trữ ngày 24 tháng 9 năm 2015 tại Wayback Machine  |
| 22                                  | 2003                                | Hà Nội & Thành phố Hồ Chí Minh, Việt Nam | Thủ tướng Phan Văn Khải                    | 5 tháng 12 – 13 tháng 12            | 32                                  | 442                                 | 11                                  | ≈5000                               | Việt Nam (Lần đầu tiên)             | Lưu trữ ngày 24 tháng 9 năm 2015 tại Wayback Machine  |
| 23                                  | 2005                                | Manila, Philippines                      | Tổng thống Gloria Arroyo                   | 27 tháng 11–5 tháng 12              | 40                                  | 443                                 | 11                                  | 5336                                | Philippines (Lần đầu tiên)          | Lưu trữ ngày 24 tháng 9 năm 2015 tại Wayback Machine  |
| 24                                  | 2007                                | Nakhon Ratchasima, Thái Lan              | Thái tử Vajiralongkorn                     | 6–16 tháng 12                       | 43                                  | 475                                 | 11                                  | 5282                                | Thái Lan (Lần thứ 10)               | Lưu trữ ngày 24 tháng 9 năm 2015 tại Wayback Machine  |
| 25                                  | 2009                                | Viêng Chăn, Lào                          | Chủ tịch Choummaly Sayasone                | 9–18 tháng 12                       | 29                                  | 372                                 | 11                                  | 3100                                | Thái Lan (Lần thứ 11)               | Lưu trữ ngày 24 tháng 9 năm 2015 tại Wayback Machine  |
| 26                                  | 2011                                | Jakarta & Palembang, Indonesia           | Tổng thống Susilo Bambang                  | 11–22 tháng 11                      | 44                                  | 545                                 | 11                                  | ≈5000                               | Indonesia (Lần thứ 10)              | Lưu trữ ngày 6 tháng 11 năm 2018 tại Wayback Machine  |
| 27                                  | 2013                                | Naypyidaw, Myanmar                       | Phó Tổng thống Nyan Tun                    | 11–22 tháng 12                      | 37                                  | 460                                 | 11                                  | 4730                                | Thái Lan (Lần thứ 12)               | Lưu trữ ngày 6 tháng 11 năm 2018 tại Wayback Machine  |
| 28                                  | 2015                                | Singapore                                | Tổng thống Trần Khánh Viêm                 | 5–16 tháng 6                        | 36                                  | 402                                 | 11                                  | 4370                                | Thái Lan (Lần thứ 13)               | Lưu trữ ngày 15 tháng 11 năm 2018 tại Wayback Machine |
| 29                                  | 2017                                | Kuala Lumpur, Malaysia                   | Quốc vương Muhammad V                      | 19–30 tháng 8                       | 38                                  | 404                                 | 11                                  | 4646                                | Malaysia (Lần thứ 2)                | Lưu trữ ngày 11 tháng 11 năm 2018 tại Wayback Machine |
| 30                                  | 2019                                | Manila, Philippines                      | Tổng thống Rodrigo Duterte                 | 30 tháng 11–11 tháng 12             | 56                                  | 530                                 | 11                                  | 5630                                | Philippines (Lần thứ 2)             | [ liên kết hỏng ]                                     |
| 31                                  | 2021                                | Hà Nội, Việt Nam                         | Chủ tịch nước Nguyễn Xuân Phúc             | 12 tháng 5 – 23 tháng 5 năm 2022    | 40                                  | 523                                 | 11                                  | 5467                                | Việt Nam (Lần thứ 2)                |                                                       |
| 32                                  | 2023                                | Phnôm Pênh, Campuchia                    | Thủ tướng Hun Sen                          | 5–17 tháng 5                        | 36                                  | 580                                 | 11                                  | 6210                                | Việt Nam (Lần thứ 3)                |                                                       |
| 33                                  | 2025                                | Bangkok, Chonburi và Songkhla, Thái Lan  | Quốc vương Vajiralongkorn (dự kiến)        | 9–20 tháng 12                       | 50                                  | 574                                 | Sự kiện tương lai                   | Sự kiện tương lai                   | Sự kiện tương lai                   | Sự kiện tương lai                                     |
| 34                                  | 2027                                | Kuala Lumpur, Malaysia                   | Quốc vương Yang di-Pertuan Agong (dự kiến) | Sự kiện tương lai                   | Sự kiện tương lai                   | Sự kiện tương lai                   | Sự kiện tương lai                   | Sự kiện tương lai                   | Sự kiện tương lai                   | Sự kiện tương lai                                     |
| 35                                  | 2029                                | Singapore                                | Sẽ diễn ra                                 | Sẽ diễn ra                          | Sẽ diễn ra                          | Sẽ diễn ra                          | Sẽ diễn ra                          | Sẽ diễn ra                          | Sẽ diễn ra                          | Sẽ diễn ra                                            |
| 36                                  | 2031                                | Viêng Chăn, Lào                          | Sẽ diễn ra                                 | Sẽ diễn ra                          | Sẽ diễn ra                          | Sẽ diễn ra                          | Sẽ diễn ra                          | Sẽ diễn ra                          | Sẽ diễn ra                          | Sẽ diễn ra                                            |
| 37                                  | 2033                                | Manila, Philippines                      | Sẽ diễn ra                                 | Sẽ diễn ra                          | Sẽ diễn ra                          | Sẽ diễn ra                          | Sẽ diễn ra                          | Sẽ diễn ra                          | Sẽ diễn ra                          | Sẽ diễn ra                                            |
| 38                                  | 2035                                | Naypyidaw, Myanmar                       | Sẽ diễn ra                                 | Sẽ diễn ra                          | Sẽ diễn ra                          | Sẽ diễn ra                          | Sẽ diễn ra                          | Sẽ diễn ra                          | Sẽ diễn ra                          | Sẽ diễn ra                                            |
| 39                                  | 2037                                | ???                                      | Sẽ diễn ra                                 | Sẽ diễn ra                          | Sẽ diễn ra                          | Sẽ diễn ra                          | Sẽ diễn ra                          | Sẽ diễn ra                          | Sẽ diễn ra                          | Sẽ diễn ra                                            |

## Các môn thể thao
Hiến chương và Quy tắc của Liên đoàn Thể thao Đông Nam Á (SEAGF) quy định số lượng môn thể thao tối thiểu phải tổ chức, với các môn thể thao được phân chia theo nhiều hạng mục khác nhau. Trước năm 2023, quốc gia đăng cai phải tổ chức ít nhất 22 môn thể thao: gồm 2 môn bắt buộc thuộc Hạng mục 1 (điền kinh và thể thao dưới nước), ít nhất 14 môn trong Hạng mục 2 (các môn thể thao chính thức tại Thế vận hội và Đại hội Thể thao châu Á), và tối đa 8 môn thuộc Hạng mục 3. Mỗi môn thể thao sẽ không được trao quá 5% tổng số huy chương, trừ các môn điền kinh, thể thao dưới nước và bắn súng (môn bắn súng được đưa vào ngoại lệ này kể từ năm 2013). Mỗi môn và nội dung thi đấu chỉ được đưa vào nếu có ít nhất 4 quốc gia tham gia. Các môn thuộc Thế vận hội và Đại hội Thể thao châu Á phải được ưu tiên đưa vào thi đấu.
Hiến chương này đã được sửa đổi vào năm 2023, và kỳ SEA Games đầu tiên áp dụng quy định mới sẽ là kỳ tổ chức vào năm 2025. Mỗi kỳ SEA Games sẽ có tối thiểu 36 môn thể thao, được phân chia như sau: Hạng mục 1 bắt buộc được chia thành hai nhóm nhỏ: 1A gồm các môn điền kinh và thể thao dưới nước; 1B gồm tối thiểu 10 môn thể thao thuộc Thế vận hội Mùa hè. Trong Hạng mục 2, quốc gia đăng cai phải đưa vào tối thiểu 10 môn thể thao khác từ Thế vận hội (mùa hè hoặc mùa đông), Đại hội Thể thao châu Á, Đại hội Thể thao Trong nhà và Võ thuật châu Á, hoặc Đại hội Thể thao Bãi biển. Hạng mục 3 giờ đây bị giới hạn tối đa là 4 môn thể thao.
Tại các kỳ Đại hội Thể thao Đông Nam Á, các môn thể thao luôn được phân làm 3 nhóm chính:
- Nhóm 1: Các môn thể thao Olympics
- Nhóm 2: Các môn thể thao không thuộc chương trình Olympics nhưng thuộc chương trình ASIAD hoặc World Games (có thể).
- Nhóm 3: Các môn thể thao không thuộc 2 chương trình trên: chủ yếu là các môn truyền thống, đặc trưng của Đông Nam Á và nước chủ nhà.

Dưới đây là danh sách các môn thể thao của Đại hội Thể thao Đông Nam Á:
| Môn/Phân môn                                                                                                | 1  | 2  | 3  | 4  | 5  | 6  | 7  | 8  | 9  | 10 | 11 | 12 | 13 | 14 | 15 | 16 | 17 | 18 | 19 | 20 | 21 | 22 | 23 | 24 | 25 | 26 | 27 | 28 | 29 | 30 | 31 | 32 |
| --- | -- | -- | -- | -- | -- | -- | -- | -- | -- | -- | -- | -- | -- | -- | -- | -- | -- | -- | -- | -- | -- | -- | -- | -- | -- | -- | -- | -- | -- | -- | -- | -- |
| Các môn thể thao Olympics                                                                                   |    |    |    |    |    |    |    |    |    |    |    |    |    |    |    |    |    |    |    |    |    |    |    |    |    |    |    |    |    |    |    |    |
| Thể thao dưới nước                                                                                          |    |    |    |    |    |    |    |    |    |    |    |    |    |    |    |    |    |    |    |    |    |    |    |    |    |    |    |    |    |    |    |    |
| Bơi | 7  | 19 | 25 | 26 | 26 | 27 | 27 | 27 | 27 | 29 | 29 | 29 | 29 | 29 | 31 | 31 | 31 | 31 | 32 | 32 | 32 | 32 | 32 | 32 | 32 | 38 | 36 | 38 | 40 | 39 | 40 | 39 |
| Bơi nghệ thuật                                                                                              |    |    |    |    |    |    |    |    |    |    |    |    |    |    |    |    |    |    | 2  |    | 2  |    |    |    |    | 5  |    | 3  | 5  |    |    |    |
| Nhảy cầu |    | ?  | ?  | ?  | ?  | 4  | 5  | ?  | ?  | ?  | 8  | 6  | 4  | 4  | 4  | 4  | 4  | 6  | 4  | 4  | 8  | 8  | 10 | 10 | 8  | 8  | 4  | 8  | 13 | 4  | 8  | 4  |
| Bơi ngoài trời                                                                                              |    |    |    |    |    |    |    |    |    |    |    |    |    |    |    |    |    |    |    |    |    |    |    |    |    | 4  |    |    |    |    |    |    |
| Bóng nước                                                                                                   |    | ?  | ?  | ?  | ?  | 1  | 1  | ?  | 1  | 1  | 1  | 1  | 1  | 1  | 1  | 1  | 1  | 1  | 1  | 1  | 1  | 1  | 1  | 1  | 1  | 2  | 1  | 2  | 2  | 2  |    | 2  |
| Điền kinh                                                                                                   | 28 | ?  | ?  | ?  | ?  | ?  | 39 | ?  | 42 | ?  | 42 | 43 | 41 | 45 | ?  | ?  | ?  | ?  | 44 | ?  | 46 | 45 | 45 | 45 | 45 | 45 | 46 | 46 | 45 | 48 | 47 | 47 |
| Thể dục |    |    |    |    | ?  |    |    |    |    | ?  | 14 |    | ?  | 14 |    | ?  | ?  | ?  | 16 |    |    |    |    |    |    |    |    |    |    |    |    |    |
| Thể dục dụng cụ                                                                                             |    |    |    |    |    |    |    |    |    |    |    |    |    |    |    |    |    |    |    |    | 14 | 14 | 14 | 14 |    | 14 |    | 14 | 12 | 12 | 14 | 8  |
| Thể dục nghệ thuật                                                                                          |    |    |    |    |    |    |    |    |    |    |    |    |    |    |    |    |    |    |    |    | 6  | 6  | 6  | 6  |    | 5  |    | 2  | 8  | 5  | 2  |    |
| Xe đạp thể thao                                                                                             | ?  | ?  | ?  | ?  | ?  | ?  | 11 | ?  | ?  | ?  | 12 |    | ?  | 11 | ?  | ?  | ?  | ?  | 16 | ?  | 20 | 10 |    |    |    |    |    |    |    |    |    |    |
| Đua BMX |    |    |    |    |    |    |    |    |    |    |    |    |    |    |    |    |    |    |    |    |    |    |    |    |    | 2  | 2  |    | 2  | 3  |    |    |
| Xe đạp địa hình                                                                                             |    |    |    |    |    |    |    |    |    |    |    |    |    |    |    |    |    |    |    |    |    |    | 4  | 4  | 4  | 4  | 5  |    |    | 4  | 5  | 5  |
| Xe đạp đường trường                                                                                         |    |    |    |    |    |    |    |    |    |    |    |    |    |    |    |    |    |    |    |    |    |    | 5  | 4  | 4  | 6  | 6  | 6  | 5  | 6  | 7  | 4  |
| Xe đạp lòng chảo                                                                                            |    |    |    |    |    |    |    |    |    |    |    |    |    |    |    |    |    |    |    |    |    |    | 3  | 11 |    | 12 |    |    | 13 |    |    |    |
| Quần vợt | ?  | ?  | ?  | ?  | ?  | ?  | 7  | ?  | ?  | ?  | 7  | 7  | ?  | ?  | ?  | ?  | ?  | ?  | 7  | 7  | 7  | 7  | 7  | 7  | 7  | 7  |    | 7  | 5  | 5  | 7  | 7  |
| Bóng rổ |    |    |    |    |    |    |    |    |    |    |    |    |    |    |    |    |    |    |    |    |    |    |    |    |    |    |    |    |    |    |    |    |
| Bóng rổ 5x5                                                                                                 | ?  | ?  | ?  | ?  | ?  | ?  | ?  | ?  | 2  | ?  | 2  | 2  | 2  | ?  | 2  | 2  | ?  | 2  | 2  | ?  | 2  | 2  |    | 2  |    | 2  | 2  | 2  | 2  | 2  | 2  | 2  |
| Bóng rổ 3x3                                                                                                 |    |    |    |    |    |    |    |    |    |    |    |    |    |    |    |    |    |    |    |    |    |    |    |    |    |    |    |    |    | 2  | 2  | 2  |
| Bóng đá | 1  | 1  | 1  | 1  | 1  | 1  | 1  | 1  | 1  | 1  | 1  | 1  | 1  | 1  | 1  | 1  | 1  | 2  | 2  | 1  | 2  | 2  | 2  | 2  | 2  | 1  | 2  | 1  | 2  | 2  | 2  | 2  |
| Bóng chuyền                                                                                                 |    |    |    |    |    |    |    |    |    |    |    |    |    |    |    |    |    |    |    |    |    |    |    |    |    |    |    |    |    |    |    |    |
| Bóng chuyền trong nhà                                                                                       | ?  | ?  | ?  | ?  | ?  | ?  | ?  | ?  | 2  | 2  | 2  | 2  | 2  | 2  | 2  | 2  | 2  | 2  | 2  |    | 2  | 2  | 2  | 2  | 2  | 2  | 2  | 2  | 2  | 2  | 2  | 2  |
| Bóng chuyền bãi biển                                                                                        |    |    |    |    |    |    |    |    |    |    |    |    |    |    |    |    |    |    | 2  |    |    | 2  | 2  | 2  | 2  | 2  |    |    |    | 2  | 2  | 2  |
| Bắn cung |    |    |    |    |    |    |    |    | 12 | ?  | 12 | 12 | 12 | 13 | ?  | 4  | ?  | 4  | 4  |    | 4  | 4  | 8  | 8  | 8  | 10 | 10 | 10 | 10 | 10 | 10 |    |
| Cầu lông | 2  | 5  | ?  | ?  | ?  | ?  | 7  | ?  | ?  | 7  | 7  | 7  | 7  | 7  | 7  | 7  | 7  | 7  | 7  | 7  | 7  | 7  | 7  | 7  | 7  | 7  | 5  | 7  | 7  | 7  | 7  | 5  |
| Quyền Anh                                                                                                   | ?  | ?  | ?  | ?  | ?  | ?  | 9  | ?  | 11 | ?  | 12 | 12 | 13 | ?  | ?  | ?  | ?  | ?  | 11 | ?  | 11 | 9  | 14 | 17 | 15 | 14 | 14 | 11 | 6  | 13 | 13 | 16 |
| Judo |    |    | ?  | ?  | ?  | ?  | 7  | ?  | ?  | ?  | 16 | 16 | ?  | 16 | ?  | ?  | ?  | ?  | 16 |    | 14 | 16 | 16 | 16 | 18 | 16 | 18 | 12 | 6  | 16 | 13 | 13 |
| Rowing |    |    |    |    |    |    |    |    |    |    |    |    |    |    | ?  | ?  |    | ?  | 11 |    | 8  | 8  | 9  | 11 |    | 12 | 9  | 18 |    | 6  | 16 |    |
| Bắn súng | ?  | ?  | ?  | ?  | ?  | ?  | 22 | ?  | ?  | ?  | 30 | 23 | ?  | 32 | ?  | ?  | ?  | ?  | 42 | ?  | 36 | 42 | 22 | 34 | 34 | 14 | 12 | 26 | 14 | 14 | 22 |    |
| Bóng bàn | ?  | ?  | ?  | ?  | ?  | ?  | 7  | ?  | ?  | ?  | 7  | 7  | ?  | 6  | ?  | ?  | ?  | ?  | 7  | ?  | 7  | 7  | 7  | 7  | 7  | 5  | 4  | 7  | 7  | 4  | 7  | 7  |
| Cử tạ | ?  | ?  | ?  | ?  | ?  | ?  | 9  | ?  | ?  | ?  | 30 | 30 | ?  | ?  | ?  | ?  | ?  | ?  | 19 |    | 13 | 13 | 10 | 13 | 13 | 14 | 11 |    | 5  | 10 | 14 | 14 |
| Canoeing |    |    |    |    |    |    |    |    |    |    |    |    |    | 12 |    |    |    |    | 12 |    |    | 15 | 7  | 12 |    | 15 | 16 | 17 |    | 7  | 11 |    |
| Cưỡi ngựa                                                                                                   |    |    |    |    |    |    |    |    |    |    |    | 5  |    |    |    |    |    | ?  |    |    | 7  |    | 2  | 6  |    | 6  | 6  | 4  | 6  |    |    |    |
| Đấu kiếm |    |    |    |    |    |    |    |    |    |    |    |    |    | 8  | ?  | ?  | ?  | ?  | 10 |    | 5  | 10 | 12 | 12 |    | 12 |    | 12 | 6  | 12 | 12 | 12 |
| Khúc côn cầu trên cỏ                                                                                        |    |    |    |    |    | ?  | ?  | ?  | ?  | ?  |    | ?  |    | ?  | ?  |    | ?  | ?  | 2  | ?  | 2  |    |    | 2  |    |    | 2  | 2  | 2  |    |    | 2  |
| Bóng ném |    |    |    |    |    |    |    |    |    |    |    |    |    |    |    |    |    |    |    |    |    | 2  |    | 2  |    |    |    |    |    |    | 2  |    |
| Đua thuyền buồm                                                                                             |    | ?  |    | ?  | ?  |    | ?  | ?  |    |    |    | 17 | ?  | 11 | ?  | ?  | ?  | ?  | 15 |    | 13 |    | 12 | 17 |    | 9  | 13 | 20 | 14 | 11 |    | 9  |
| Taekwondo                                                                                                   |    |    |    |    |    |    |    |    |    |    |    |    |    | 14 | ?  | ?  | ?  | ?  | 16 | ?  | 16 | 16 | 16 | 16 | 21 | 21 | 21 | 15 | 16 | 22 | 19 | 24 |
| Ba môn phối hợp                                                                                             |    |    |    |    |    |    |    |    |    |    |    |    |    |    |    |    |    |    |    |    |    |    | 2  | 2  |    |    |    | 2  | 2  | 3  | 2  | 2  |
| Vật |    |    |    |    |    |    |    |    |    |    |    |    |    |    |    |    |    |    | 20 |    |    | 22 |    |    |    |    |    |    |    |    |    | 30 |
| Vật tự do                                                                                                   |    |    |    |    |    |    |    |    |    |    |    |    |    | 2  |    |    |    |    |    |    |    |    | 12 | 9  | 11 | 10 | 14 |    |    | 8  | 12 |    |
| Vật cổ điển                                                                                                 |    |    |    |    |    |    |    |    |    |    |    |    |    | 5  |    |    |    |    |    |    |    |    |    |    | 7  | 7  | 7  |    |    | 6  | 6  |    |
| Năm môn phối hợp hiện đại                                                                                   |    |    |    |    |    |    |    |    |    |    |    |    |    |    |    |    |    |    |    |    |    |    |    |    |    |    |    |    |    | 6  |    |    |
| Golf |    |    |    |    |    |    |    |    |    |    |    |    |    | ?  | ?  | ?  | ?  | ?  | 4  | ?  | 4  |    | 4  | 4  | 4  | 4  | 4  | 4  | 4  | 4  | 4  | 4  |
| Bóng bầu dục 7 người                                                                                        |    |    |    |    |    |    |    |    |    |    |    |    |    |    |    |    |    |    |    |    |    |    |    |    |    |    |    | 2  | 2  | 2  |    |    |
| Trượt ván                                                                                                   |    |    |    |    |    |    |    |    |    |    |    |    |    |    |    |    |    |    |    |    |    |    |    |    |    |    |    |    |    | 8  |    |    |
| Lướt ván |    |    |    |    |    |    |    |    |    |    |    |    |    |    |    |    |    |    |    |    |    |    |    |    |    |    |    |    |    | 2  |    |    |
| Trượt băng                                                                                                  |    |    |    |    |    |    |    |    |    |    |    |    |    |    |    |    |    |    |    |    |    |    |    |    |    |    |    |    |    |    |    |    |
| Trượt băng nghệ thuật                                                                                       |    |    |    |    |    |    |    |    |    |    |    |    |    |    |    |    |    |    |    |    |    |    |    |    |    |    |    |    | 2  | 2  |    |    |
| Trượt băng tốc độ cự ly ngắn                                                                                |    |    |    |    |    |    |    |    |    |    |    |    |    |    |    |    |    |    |    |    |    |    |    |    |    |    |    |    | 6  | 6  |    |    |
| Khúc côn cầu trên băng                                                                                      |    |    |    |    |    |    |    |    |    |    |    |    |    |    |    |    |    |    |    |    |    |    |    |    |    |    |    |    | 1  | 1  |    |    |
| Breaking |    |    |    |    |    |    |    |    |    |    |    |    |    |    |    |    |    |    |    |    |    |    |    |    |    |    |    |    |    |    |    | 2  |
| Các môn thể thao không thuộc chương trình Olympics nhưng thuộc chương trình ASIAD hoặc World Games hiện tại |    |    |    |    |    |    |    |    |    |    |    |    |    |    |    |    |    |    |    |    |    |    |    |    |    |    |    |    |    |    |    |    |
| Bóng chày                                                                                                   |    |    |    |    |    |    |    |    |    |    |    |    |    |    |    |    |    |    |    |    |    |    |    |    |    |    |    |    |    |    |    |    |
| Bóng chày                                                                                                   |    |    |    |    |    |    |    |    |    |    |    |    |    |    |    |    |    |    |    |    |    |    | 1  | 1  |    | 1  |    |    |    | 1  |    |    |
| Bóng mềm |    |    |    |    |    |    |    |    |    | ?  | ?  |    |    | ?  |    | ?  |    |    | 2  |    |    |    | 2  | 2  |    | 2  |    | 2  |    | 1  |    |    |
| Cờ thể thao                                                                                                 |    |    |    |    |    |    |    |    |    |    |    |    |    |    |    |    |    |    |    |    |    |    |    |    |    |    |    |    |    |    |    |    |
| Bridge |    |    |    |    |    |    |    |    |    |    |    |    |    |    |    |    |    |    |    |    |    |    |    |    |    | 6  |    |    |    |    |    |    |
| Cờ vua |    |    |    |    |    |    |    |    |    |    |    |    |    |    |    |    |    |    |    |    |    | 8  | 8  |    |    | 9  | 18 |    |    | 5  | 10 |    |
| Cờ tướng |    |    |    |    |    |    |    |    |    |    |    |    |    |    |    |    |    |    |    |    |    |    |    |    |    |    |    |    |    |    | 4  | 4  |
| Cờ vây |    |    |    |    |    |    |    |    |    |    |    |    |    |    |    |    |    |    |    |    |    |    |    | •  |    |    |    |    |    |    |    |    |
| Cricket |    |    |    |    |    |    |    |    |    |    |    |    |    |    |    |    |    |    |    |    |    |    |    |    |    | •  |    |    | 3  |    |    | 8  |
| Khiêu vũ thể thao                                                                                           |    |    |    |    |    |    |    |    |    |    |    |    |    |    |    |    |    |    |    |    |    |    | 2  | 10 |    |    |    |    |    | 14 | 12 |    |
| Đua thuyền rồng                                                                                             |    |    |    |    |    |    |    |    |    |    |    |    |    |    |    |    | ?  |    | 8  | ?  |    | 4  | 6  | 4  |    | 10 | 17 | 8  |    | 6  |    | 13 |
| Thể thao điện tử                                                                                            |    |    |    |    |    |    |    |    |    |    |    |    |    |    |    |    |    |    |    |    |    |    |    |    |    |    |    |    |    | 6  | 10 | 16 |
| Ju-jitsu |    |    |    |    |    |    |    |    |    |    |    |    |    |    |    |    |    |    |    |    |    |    |    |    |    |    |    |    |    | 11 | 6  | 13 |
| Karate |    |    |    |    |    |    |    |    |    |    |    |    |    | 14 | ?  | ?  | ?  |    | 19 | ?  | 19 | 19 | 18 | 18 | 17 | 17 | 17 |    | 16 | 13 | 15 | 17 |
| Kurash |    |    |    |    |    |    |    |    |    |    |    |    |    |    |    |    |    |    |    |    |    |    |    |    |    |    |    |    |    | 10 | 10 |    |
| Trượt patin                                                                                                 |    |    |    |    |    |    |    |    |    |    |    |    |    |    |    |    |    |    |    |    |    |    |    |    |    | 12 |    |    |    |    |    |    |
| Cầu mây |    |    | ?  | ?  |    | ?  | ?  | ?  | ?  | ?  | ?  | ?  | ?  | ?  | ?  | ?  | ?  | ?  | 4  | ?  | 3  | 6  | 6  | 8  | 8  | 6  | 10 | 10 | 8  | 6  | 8  | 10 |
| Quần vợt mềm                                                                                                |    |    |    |    |    |    |    |    |    |    |    |    |    |    |    |    |    |    |    |    |    |    |    |    |    | 7  |    |    |    | 3  |    | 7  |
| Bóng quần                                                                                                   |    |    |    |    |    |    |    |    |    |    |    |    |    |    |    | ?  | ?  | ?  | 4  | ?  | 4  |    | 2  | 1  |    |    |    | 5  | 9  | 5  |    |    |
| Leo tường                                                                                                   |    |    |    |    |    |    |    |    |    |    |    |    |    |    |    |    |    |    |    |    |    |    |    |    |    | 10 |    |    |    |    |    |    |
| Wushu |    |    |    |    |    |    |    |    |    |    |    |    |    |    |    | ?  | ?  |    | 19 |    | 20 | 28 | 21 | 14 | 21 | 20 | 23 | 20 | 17 | 16 | 21 | 22 |
| Các môn thể thao không thuộc chương trình hiện tại của Olympics và ASIAD                                    |    |    |    |    |    |    |    |    |    |    |    |    |    |    |    |    |    |    |    |    |    |    |    |    |    |    |    |    |    |    |    |    |
| Bóng bầu dục liên hiệp                                                                                      |    |    |    | ?  |    |    |    | ?  | ?  |    |    |    |    |    |    |    |    | ?  |    |    |    |    |    | 2  |    |    |    |    |    |    |    |    |
| Bowling |    |    |    |    |    |    |    | ?  | ?  |    | 9  | 16 | 12 | 12 | ?  | ?  | ?  | ?  | 12 | ?  | 12 |    | 10 | 11 |    | 10 |    | 10 | 11 | 9  |    |    |
| Thể hình |    |    |    |    |    |    |    |    |    |    |    |    |    | 5  | ?  | ?  | ?  |    | 8  |    |    | 8  | 6  | 11 |    |    | 5  |    |    |    | 10 |    |
| Bi-a |    |    |    |    |    |    |    |    |    |    |    |    |    | ?  |    | ?  | ?  | ?  | 12 | ?  | 10 | 12 | 14 | 13 | 10 | 10 | 12 | 10 | 7  | 10 | 10 | 9  |
| Pencak silat                                                                                                |    |    |    |    |    |    |    |    |    |    |    |    |    | 15 | ?  |    | ?  | ?  | 20 | ?  | 21 | 22 | 17 | 14 | 17 | 18 | 15 | 13 | 20 | 9  | 16 | 22 |
| Trượt nước                                                                                                  |    |    |    |    |    |    |    |    |    |    |    |    |    | 6  |    |    |    |    | 6  |    |    |    |    |    |    | 11 |    | 11 | 11 | 4  |    |    |
| Lawn bowls                                                                                                  |    |    |    |    |    |    |    |    |    |    |    |    |    |    |    |    |    |    |    | 6  | 6  |    | 6  | 6  |    |    |    |    | 8  | 6  |    |    |
| Bóng lưới                                                                                                   |    |    |    |    |    |    |    |    |    |    |    |    |    |    |    |    |    |    |    |    | 1  |    |    |    |    |    |    | 1  | 1  | 1  |    |    |
| Bi sắt |    |    |    |    |    |    |    |    |    |    |    |    |    |    |    |    |    |    |    |    | 6  | 6  | 6  | 9  | 11 | 6  | 11 | 10 | 7  | 4  | 8  | 11 |
| Aerobics |    |    |    |    |    |    |    |    |    |    |    |    |    |    |    |    |    |    |    |    |    | 4  | 4  | 4  |    | 2  |    |    |    | 3  | 5  | 5  |
| Lặn |    |    |    |    |    |    |    |    |    |    |    |    |    |    |    |    |    |    |    |    |    | 16 |    |    | 16 | 16 |    |    |    |    | 13 | 24 |
| Đá cầu |    |    |    |    |    |    |    |    |    |    |    |    |    |    |    |    |    |    |    |    |    | 7  |    |    | 7  |    |    |    |    |    |    |    |
| Võ gậy |    |    |    |    |    |    |    |    |    |    |    |    |    |    |    |    |    |    |    |    |    |    | 6  |    |    |    |    |    |    | 20 |    | 12 |
| Muay Thái                                                                                                   |    |    |    |    |    |    |    |    |    |    |    |    |    |    |    |    |    |    |    |    |    |    | 7  | 11 | 13 |    | 14 |    | 5  | 6  | 11 |    |
| Chạy - Đạp xe phối hợp                                                                                      |    |    |    |    |    |    |    |    |    |    |    |    |    |    |    |    |    |    |    |    |    |    |    | 2  |    |    |    |    |    | 3  | 2  | 3  |
| Futsal |    |    |    |    |    |    |    |    |    |    |    |    |    |    |    |    |    |    |    |    |    |    |    | 2  |    | 2  | 2  |    | 2  |    | 2  |    |
| Kempo |    |    |    |    |    |    |    |    |    |    |    |    |    |    |    |    |    |    |    |    |    |    |    | •  |    | 16 | 18 |    |    |    |    |    |
| Polo |    |    |    |    |    |    |    |    |    |    |    |    |    |    |    |    |    |    |    |    |    |    |    | 1  |    |    |    |    | 1  | 1  |    |    |
| Dù lượn |    |    |    |    |    |    |    |    |    |    |    |    |    |    |    |    |    |    |    |    |    |    |    |    |    | 12 |    |    |    |    |    |    |
| Tarung Derajat                                                                                              |    |    |    |    |    |    |    |    |    |    |    |    |    |    |    |    |    |    |    |    |    |    |    |    |    | •  |    |    |    |    |    |    |
| Vovinam |    |    |    |    |    |    |    |    |    |    |    |    |    |    |    |    |    |    |    |    |    |    |    |    |    | 14 | 18 |    |    |    | 15 | 30 |
| Chinlone |    |    |    |    |    |    |    |    |    |    |    |    |    |    |    |    |    |    |    |    |    |    |    |    |    |    | 8  |    | 4  |    |    | 11 |
| Floorball                                                                                                   |    |    |    |    |    |    |    |    |    |    |    |    |    |    |    |    |    |    |    |    |    |    |    |    |    |    | •  | 2  |    | 2  |    | 2  |
| Khúc côn cầu trong nhà                                                                                      |    |    |    |    |    |    |    |    |    |    |    |    |    |    |    |    |    |    |    |    |    |    |    |    |    |    |    |    | 2  | 2  |    | 2  |
| Bóng ném bãi biển                                                                                           |    |    |    |    |    |    |    |    |    |    |    |    |    |    |    |    |    |    |    |    |    |    |    |    |    |    |    |    |    | 1  | 1  |    |
| Kickboxing                                                                                                  |    |    |    |    |    |    |    |    |    |    |    |    |    |    |    |    |    |    |    |    |    |    |    |    |    |    |    |    |    | 8  | 12 | 6  |
| Obstacle racing                                                                                             |    |    |    |    |    |    |    |    |    |    |    |    |    |    |    |    |    |    |    |    |    |    |    |    |    |    |    |    |    | 4  |    | 4  |
| Sambo |    |    |    |    |    |    |    |    |    |    |    |    |    |    |    |    |    |    |    |    |    |    |    |    |    |    |    |    |    | 7  |    |    |
| Khúc côn cầu dưới nước                                                                                      |    |    |    |    |    |    |    |    |    |    |    |    |    |    |    |    |    |    |    |    |    |    |    |    |    |    |    |    |    | 4  |    |    |
| Cờ Ok Chaktrang                                                                                             |    |    |    |    |    |    |    |    |    |    |    |    |    |    |    |    |    |    |    |    |    |    |    |    |    |    |    |    |    |    |    | 7  |
| Chạy - Bơi phối hợp                                                                                         |    |    |    |    |    |    |    |    |    |    |    |    |    |    |    |    |    |    |    |    |    |    |    |    |    |    |    |    |    |    |    | 3  |
| Đua moto nước                                                                                               |    |    |    |    |    |    |    |    |    |    |    |    |    |    |    |    |    |    |    |    |    |    |    |    |    |    |    |    |    |    |    | 6  |
| Kun Khmer                                                                                                   |    |    |    |    |    |    |    |    |    |    |    |    |    |    |    |    |    |    |    |    |    |    |    |    |    |    |    |    |    |    |    | 19 |
| Kun Bokator                                                                                                 |    |    |    |    |    |    |    |    |    |    |    |    |    |    |    |    |    |    |    |    |    |    |    |    |    |    |    |    |    |    |    | 21 |
| Teqball |    |    |    |    |    |    |    |    |    |    |    |    |    |    |    |    |    |    |    |    |    |    |    |    |    |    |    |    |    |    |    | •  |

Chú thích: ?: môn có trong đại hội, không rõ số bộ huy chương; •: môn thể thao biểu diễn

## Huy chương qua các thời kỳ
Tính đến Đại hội Thể thao Đông Nam Á 2023
| Hạng                | Quốc gia            | Vàng  | Bạc   | Đồng  | Tổng số |
| ------------------- | ------------------- | ----- | ----- | ----- | ------- |
| 1                   | Thái Lan            | 2453  | 2127  | 2204  | 6784    |
| 2                   | Indonesia           | 1980  | 1876  | 1970  | 5826    |
| 3                   | Việt Nam2 4         | 1405  | 1202  | 1221  | 3828    |
| 4                   | Malaysia1           | 1376  | 1363  | 1872  | 4611    |
| 5                   | Philippines         | 1180  | 1346  | 1702  | 4228    |
| 6                   | Singapore           | 1045  | 1090  | 1500  | 3635    |
| 7                   | Myanmar5            | 594   | 784   | 1095  | 2473    |
| 8                   | Campuchia3          | 159   | 202   | 425   | 786     |
| 9                   | Lào                 | 77    | 122   | 412   | 611     |
| 10                  | Brunei              | 17    | 57    | 170   | 244     |
| 11                  | Đông Timor          | 5     | 9     | 39    | 53      |
| Tổng số (11 đơn vị) | Tổng số (11 đơn vị) | 10291 | 10178 | 12610 | 33079   |

Ghi chú
- 1 Tham gia với tư cách Mã Lai từ kỳ Đại hội đầu tiên cho tới năm 1961.
- 2 Việt Nam Cộng hòa giải thể vào ngày 2 tháng 7 năm 1976 và thống nhất với Việt Nam Dân chủ Cộng hòa để trở thành Cộng hòa Xã hội chủ nghĩa Việt Nam ngày nay (gọi tắt là Việt Nam). Do đó với quốc gia này chỉ tính huy chương đến năm 1975. Ủy ban Olympic Quốc tế (IOC) không quy ký hiệu mã riêng cho các quốc gia này sau khi thống nhất với miền Bắc.
- 3 Tham gia với tư cách là Campuchia và Cộng hòa Khmer.
- 4 Năm 1989, Việt Nam thống nhất tái gia nhập Đại hội với quốc kỳ và quốc hiệu mới. Số huy chương của Việt Nam Cộng hòa đã được cộng dồn vào đây.
- 5 Tham gia với tư cách Miến Điện cho tới năm 1985.